# Ermita del Santo Ángel Custodio
La ermita del Santo Ángel Custodio es un edificio religioso finalizado en 1633 enclavado dentro de los límites del Cigarral del Santo Ángel Custodio en la ciudad de Toledo.

## Historia

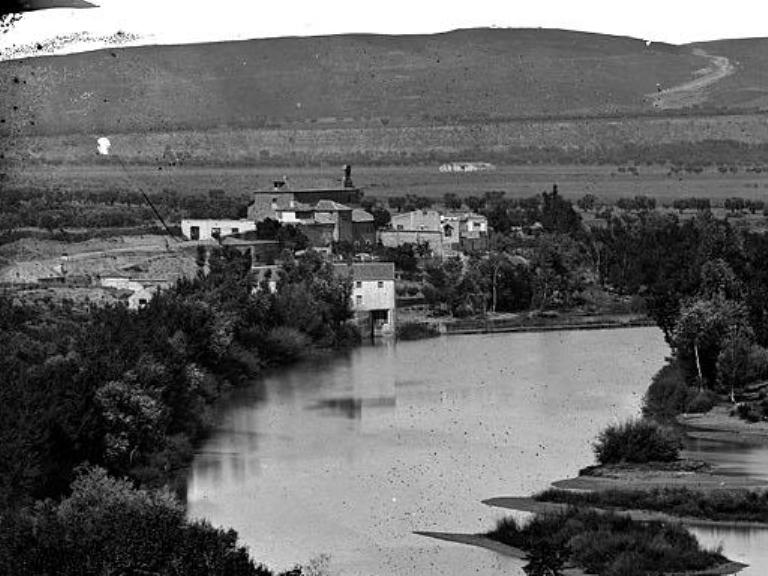
Vista de la ermita hacia 1880. Detalle de una fotografía de Jean Laurent.

La ermita del Santo Ángel Custodio se sitúa en un emplazamiento cargado de historia desde tiempos muy antiguos. Algunas fuentes citan en este lugar la presencia de una palestra romana. Del mismo modo, en sus inmediaciones otros autores han situado el legendario monasterio de Agali en época visigótica. Sixto Ramón Parro citó un documento del siglo XII en el que se mencionaba la donación de unos batanes y de la tierra que los precedía situados en el valle de Agalén a la Solanilla. Al parecer este topónimo de Agalén podría proceder del nombre de Agali. Sin embargo, más recientemente, el académico y archivero Ramón Gonzálvez Ruiz sitúa este monasterio en la cercana zona de La Peraleda.
En época musulmana, parece demostrado que el terreno donde se asienta el cigarral fue el lugar donde se levantaba el palacio de verano del gobernador de Toledo Abd Allah ibn Abd al-Aziz, más conocido como Piedra Seca (es citado otras veces como Abd al-Aziz al-Marwani).
En época cristiana, Enrique de Villena fue el dueño de los terrenos, que en el siglo XVI fueron adquiridos por el cardenal Sandoval y Rojas, que convirtió este lugar en punto de reunión de poetas y artistas como Lope de Vega o Tirso de Molina entre otros. El cardenal cedió parte de la finca a los frailes capuchinos de San Francisco, que fundaron en 1611 uno de sus principales monasterios. 
Cuando los capuchinos se mudan en tiempos del cardenal Baltasar Moscoso y Sandoval a las cercanías del alcázar de Toledo, el cigarral se convierte en residencia privada. Se sabe que su propietario en 1869 era Manuel María Herreros, y que sus restos y los de su esposa fueron trasladados al cigarral en 1876. En los últimos 200 años el Cigarral deja de ser un centro conventual para convertirse en una exclusiva residencia privada de verano, siendo una de sus últimas propietarias la escritora, poetisa y compositora Fina de Calderón, quien hizo del Cigarral un centro de encuentro de poetas y actividades culturales de relevancia internacional.

## La ermita

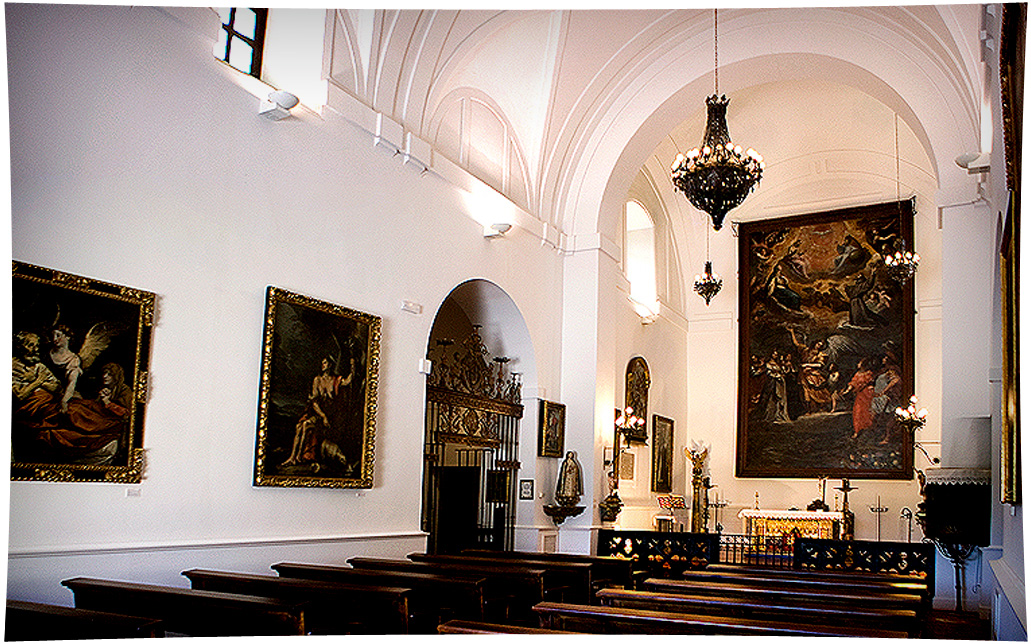
Interior de la ermita

Está ubicada al oeste de Toledo, en la margen izquierda del Tajo. En 1631 los capuchinos contrataron las obras para la construcción de la capilla conventual que se corresponde con la actual ermita, bajo las trazas de Juan Bautista Monegro, fallecido unos años antes, finalizándose las obras en 1633. Preside la nave principal un formidable lienzo de 5,6 metros de alto y 3,5 de ancho obra de Vicente Carducho, pintor de la corte de Felipe III.

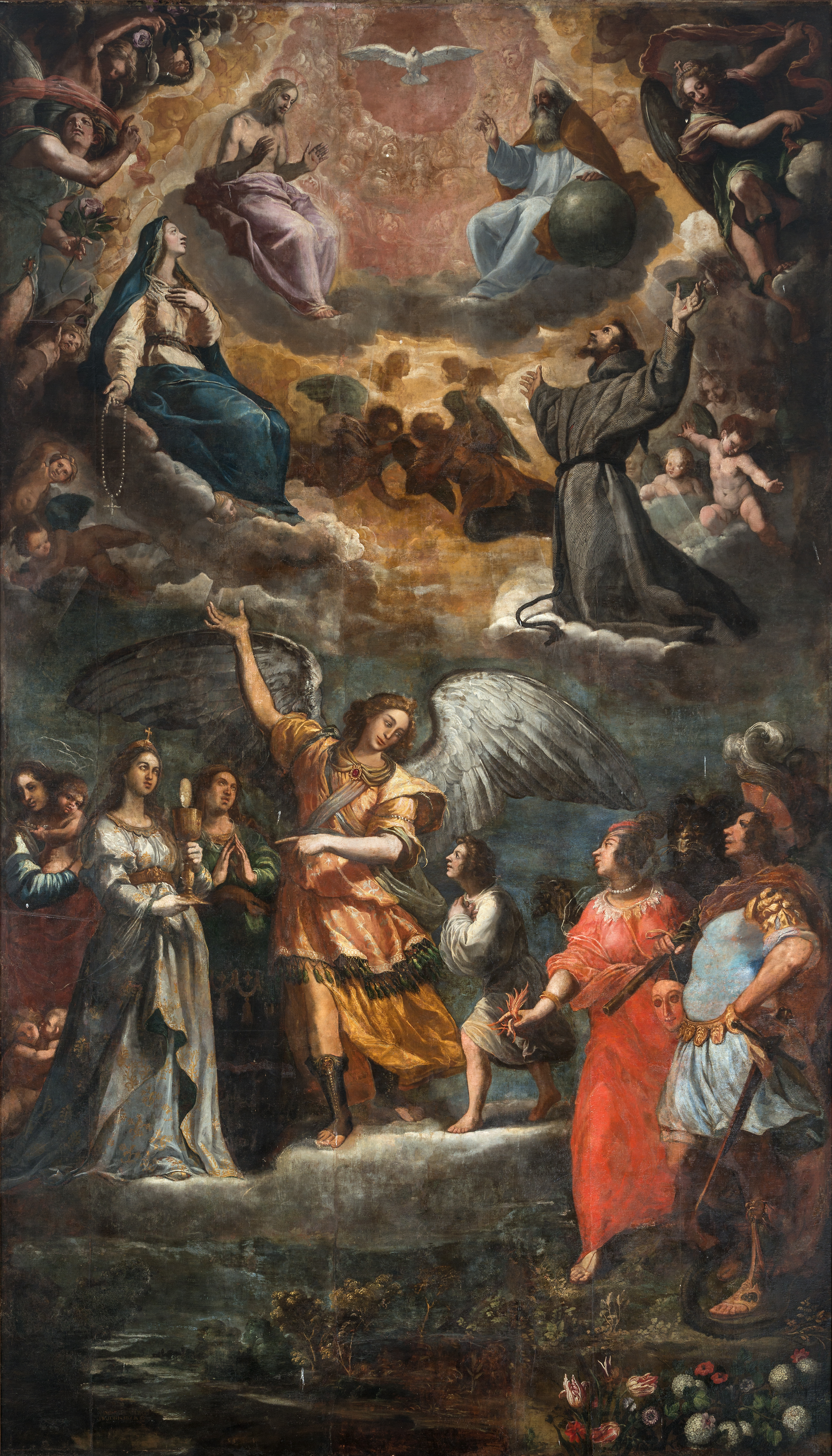
Alegoría del Sánto Ángel Custodio por Vicente Carducho. Óleo sobre lienzo.

La ermita fue levantada como un templo de planta alargada y longitudinal, de traza rectilínea en una sola nave, con sacristía lateral ubicada en el lado del Evangelio. Su diseño se afirma como un modelo local de oratorio rural, caracterizado por la pureza de sus líneas arquitectónicas y por la nitidez de su estructura, limpia de adornos exteriores o interiores y rematada por una bóveda de cañón con lunetos. Al exterior, la cubierta se fragua con un tejado a dos aguas.
En el alzado de los muros se concibió una fábrica maciza y resistente a base de encintado de ladrillo de era de raigambre árabe y verdugadas de piedra seca para fortalecer el mampuesto consiguiendo así una línea de paramento centrado y simétrico.
Su perímetro dibuja un conjunto cerrado cuyas únicas entradas directas de luz son un ingreso y una puerta de salida, construida posteriormente al lado del presbiterio y cuyo hueco exterior está señalizado por dos piezas verticales de granito empotrado en el muro y un dintel de única viga en piedra berroqueña cuyo saliente superior se orna con un filete de incisiones rectas.
El paramento interior se cierra con un revestimiento de cal desnuda, lisa y sin molduras en los entrepaños. Hacia el lado de la Epístola se abrió, en fecha tardía, una cripta para enterramientos abierta en el pavimento y cubierta por tosca laja de granito de traza aproximadamente rectangular. La cabecera se selló con un lienzo a gran tamaño de impecable factura técnica, pintado por Vicente Carducho, que representa la efigie del Santo Fundador.

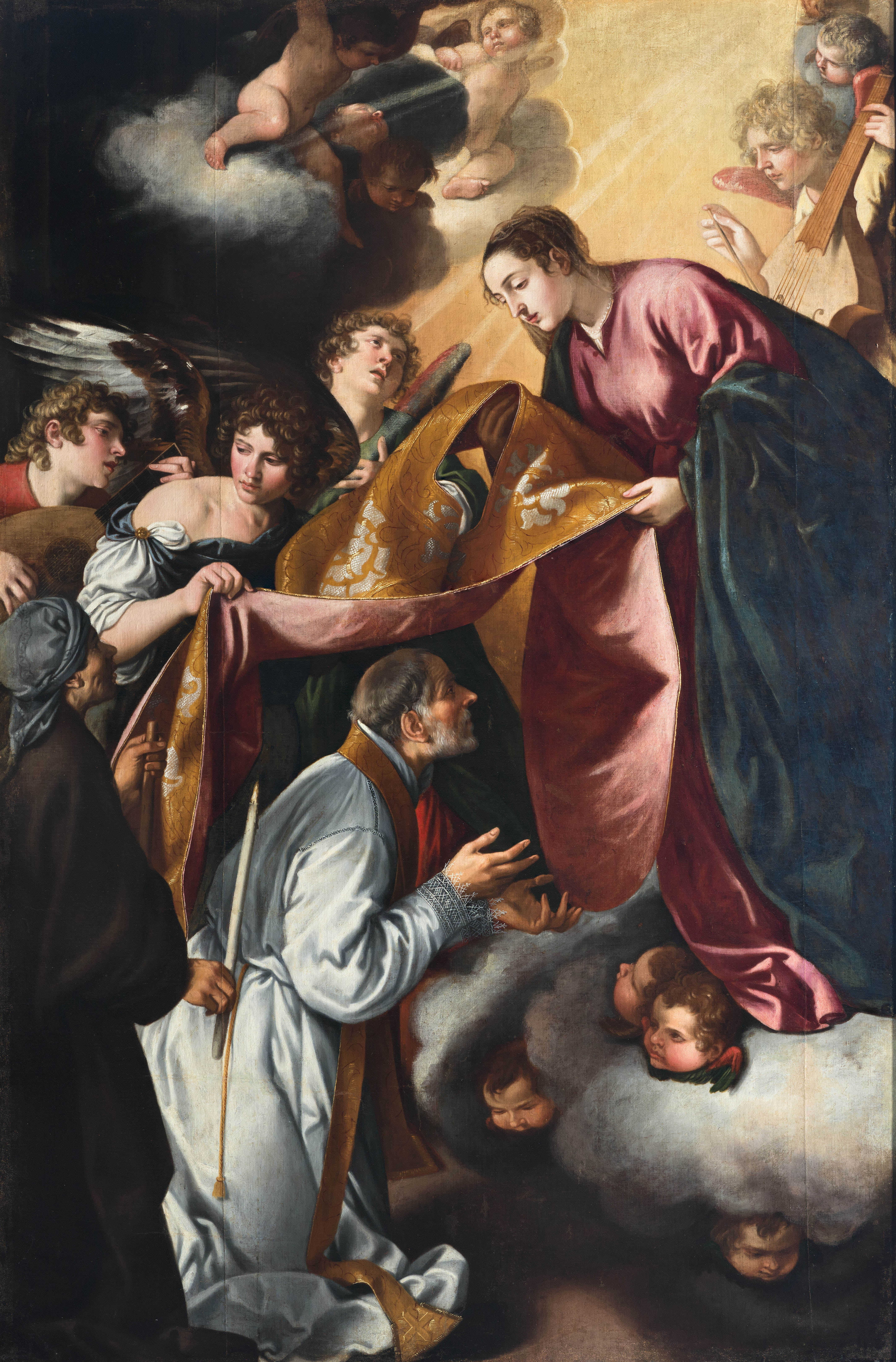
La imposición de la casulla de San Ildefonso por la Virgen María, obra de Pedro de Orrente. Óleo sobre lienzo.

La concepción de todo el recinto sacro optimiza un tratamiento singular de la arquitectura del barro cocido y tosco, muy característico de la albañilería tradicional de la Vega del Tajo y su silueta se encuadra en el estilo u orden de los pequeños templetes de aire clasicista que como humilladeros o salas de orar se levantaron en otras ermitas próximas a la ciudad de Toledo.

## La leyenda deLa Pesca del Oro
En época musulmana se sitúa en los terrenos de este cigarral una preciosa leyenda que tiene muchas trazas de estar basada en hechos con cierta verosimilitud. Esta leyenda, que habría sucedido alrededor del año 1000, fue por primera vez escrita nada menos que en un romance algo posterior al año 1119, en el Chronicón de Pelayo, obispo de Oviedo. En ella se dice que el rey Alfonso V de León dio por bien de paz a cierto rey musulmán de Toledo una hermana en matrimonio, no sin que ella se resistiera mucho y amenazara al futuro marido con que el ángel del Señor le heriría si la tocaba. Según este romance, una sola vez tuvo el rey acceso con ella, y el ángel le hirió de muerte. Sintiéndose próximo a su fin, el rey mandó devolver la Infanta con gran comitiva y muchos camellos cargados de oro, plata, piedras preciosas, ricas vestiduras y otros magníficos presentes. La Infanta entró monja en el monasterio de San Pelayo de Oviedo, y allí fue enterrada. En versiones posteriores -la del arzobispo Rodrigo Jiménez de Rada- es cuando se añade el nombre del rey musulmán: Abdalla. Fue el arabista francés Reinhart Dozy quien intentó descubrir en el siglo XIX si la leyenda era cierta. Dozy demostró que en efecto existió esa infanta, llamada Teresa, hermana de Alfonso V e hija del rey Bermudo II. Comprobó que, en efecto, esta infanta tuvo su residencia en el monasterio de San Pelayo de Oviedo -donde firmó un diploma en 22 de diciembre de 1037- y consta su fallecimiento el 25 de abril de 1039. En su largo epitafio se la llama Tarasia Christo dicata, proles Beremundi regis et Geloriae Reginae, clara parentatu, clarior et merito (queda pues claro: "Teresa se dedicó a Cristo, hija del rey Beremundo -Bermudo- y la reina Geloria -Elvira-").
En cuanto a las fuentes árabes, también Abenjaldún y Ibn al-Jatib recogen el matrimonio, si bien dicen que el marido fue nada menos que Almanzor. Esta hipótesis puede descartarse como demostró Emilio Cotarelo. De esta preciosa manera describe la Estoria de España o Crónica General del rey Alfonso X hacia 1270 esta historia:

Cuenta la estoria que este rey Don Alfonso mantuvo bien su reino, por consejo de los sabios, por quien él se guiaba; más empero que él era niño dio con poco seso a su hermana Doña Teresa a Abdalla, rey de Toledo, por razón que le ayudasse contra el rey de Cordoua; pero esto non fizo él de sí mismo, mas por consejo de los altos homes, porque hoviesse paz con él, ca fazie en la tierra mucho daño: e aquel Abadalla fizie infinita que era Cristiano; pero escondidamente; e hauie ya jurado e prometido al rey Don Alfonso de le ayudar contra los moros a quien quier que viniese; pero este casamiento non fue con prazer de la dueña: e después que gela hubieron llevado a Toledo, quiso el moro aver con ella su prazer e su solaz, e la dueña le dixo: «Yo soy Christiana, e tú eres moro, e non ha menester que me tangas, ca yo non quiero hauer companna con home de otra ley: e digote que si pusieres mano en mí, o me fizieres pesar, que te matará luego el Ángel de aquel mi Señor Iesu Christo en quien yo creo.» E el moro non se dio nada por ello; e tovol en desdén, e traumó della e fizo su voluntad en ella; mas luego a poca de ora le hirió el Ángel de Dios de una tan grande enfermedad donde bien cuidó ser muerto, e llamó sus homes e mandó cargar muchos cauallos de oro, e de prata, e de piedras preciosas, e envió todo aquello de consuno con la dueña para León, a su hermano el rey Don Alfonso, e duró ella muy grand tiempo en la ciudad en hábito de monja viviendo honesta e sancta vida.

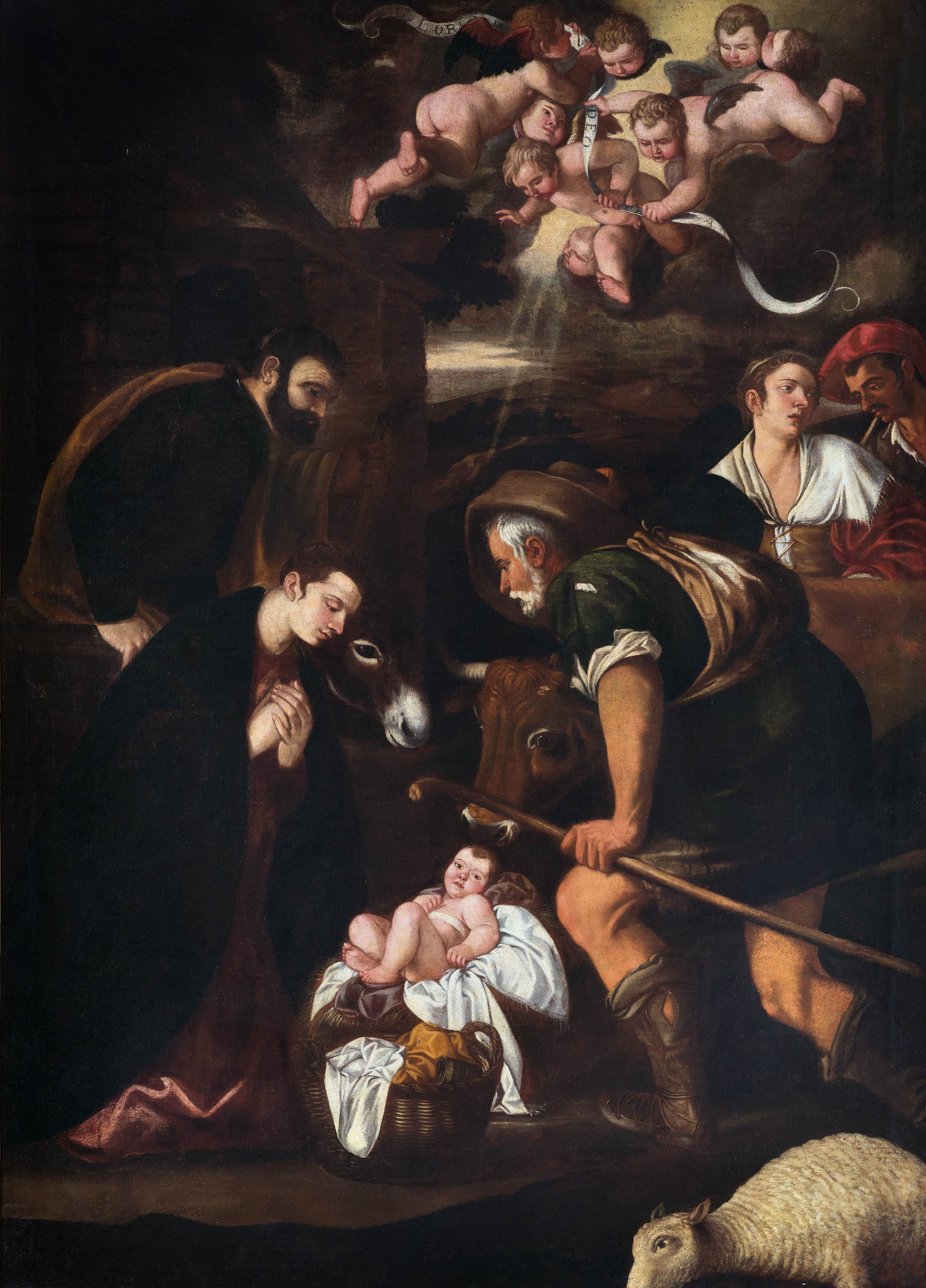
La adoración de los pastores, obra de Pedro de Orrente. Óleo sobre lienzo.

Todas estas versiones e investigaciones fueron recopiladas por Marcelino Menéndez Pelayo y en ellas queda claro que existió un matrimonio en Toledo entre un mandatario musulmán y la Infanta Teresa en una fecha que bien pudiera haber sido alrededor de 1003. Lo que no queda claro es el nombre del novio, que pudo ser con mayores probabilidades el mencionado gobernador Piedra Seca o tal vez un rey citado como Aben-Yaich o Aben Jaich, quedando descartada la hipótesis de Almanzor. Lo cierto es que de esta maraña de nombres y fechas llegó a nuestros días emplazada en este lugar la leyenda denomindada "La Pesca del Oro", recogida ya en el siglo XIX por Eugenio Olavarría y Huarte y que cuenta cómo fueron arrojados al río durante la boda multitud de objetos como platos, cubiertos y vasos de oro y plata, los cuales fueron extraídos con una gran red y repartidos entre los comensales al final del banquete.
La razón de la advocación de la ermita al Santo Ángel Custodio no está clara, pero bien podría deberse a los hechos narrados en el romance medieval, si bien Julio Porres Martín-Cleto apunta al deseo de Luis Hurtado de Toledo.
En 2007 el escritor Ricardo Sánchez Candelas escribió una versión actualizada y abreviada de la leyenda que recogiera Olavarría en el siglo XIX, y cuyo texto es este:

Corría el año 1007 de nuestra era y tenía como motivo la celebración de una boda. Aquí mismo, en este mismo paisaje, conocido entonces como Valle de Agalén, con idéntico escenario mágico de la ciudad de Toledo al fondo, una tarde de primavera, se celebraba según la leyenda el enlace nupcial de Abd Allah ibn Abd al-Aziz, rey moro de Toledo, con Teresa, princesa cristiana, hermana del rey leonés Alfonso V.
No se recordaba en la ciudad de Toledo un banquete nupcial de semejante fastuosidad. Todo era espectáculo de exuberante belleza y esplendor. El dosel vegetal de las riberas del Tajo lucía con sus mejores galas de aromas y colores, y el banquete, ante los deslumbrados invitados del séquito leonés que acompañaba a Teresa y de los propios de la corte toledana, ofrecía el más variado y rico repertorio de manjares, servido cada uno en vajillas diferentes, las primeras de plata, y todas las siguientes de brillo refulgente. Para asombro de todos, según iban siendo retiradas de las mesas, los servidores las arrojaban a las aguas del Tajo como cosa despreciable.
Terminado el banquete, Abd Allah, acompañado ya de su esposa, se dirigió a todos los presentes para anunciarles que iban a presenciar un maravilloso espectáculo con el que también, como señal de su amor, quería agasajar a su amada. En ese preciso instante, varias barcas, lujosamente empavesadas, orladas con gallardetes y guirnaldas y dirigidas por hábiles remeros, surcaban las aguas, y, al compás de la música, sacaron del fondo del río un inmenso tesoro contenido en una ancha red. En ella, con previsión ingeniosa urdida por el enamorado rey sarraceno se habían recogido todas las piezas de las ricas vajillas que habían sido arrojadas a las aguas por los servidores del banquete nupcial como mercancía de poco valor.
Era La Pesca del Oro. Fue el mismo rey el que, como regalo de boda, tomó en sus manos las piezas más lujosas y de más valor para ir repartiéndolas entre todos sus invitados, que fascinados ante tan insólita maravilla habían prorrumpido en frenéticos aplausos, exclamaciones de júbilo y felicitaciones para la pareja protagonista del enlace.
Uno de los cronistas del episodio termina la narración así:
El manto de la noche empezaba a cubrir el ancho fondo del cielo, y las nieblas se levantaban desde el río envolviéndolo todo en sus nubes.

## Actual propiedad
Desde 1997 la ermita del Santo Ángel Custodio y todo el cigarral del Santo Ángel Custodio son propiedad de la empresa Seguros Soliss que restauró todo el complejo y creó los actuales y bellos jardines de inspiración árabe que rodean la ermita y ocupan buena parte de los casi 100.000 metros cuadrados de extensión del cigarral. Esta empresa ha enriquecido también el interior de la ermita con diversas obras de arte como por ejemplo pinturas atribuidas a Guido Reni y Pedro de Orrente.

## Localización cinematográfica
La ermita ha sido elegida como localización para la grabación, entre otros, de algún capítulo de series reconocidas como Acacias 38 o Velvet. En el caso de Acacias 38, en la ermita se desarrolló un boda doble, grabada en el año 2020.